# Sljeme (Stubičke Toplice)
 Sljeme  falu Horvátországban Krapina-Zagorje megyében. Közigazgatásilag Stubička Toplicéhez tartozik.

## Fekvése
Zágrábtól 12 km-re északra, községközpontjától  7 km-re délkeletre a Horvát Zagorje déli határán a Medvednica-hegység legmagasabb pontján a megye déli részén fekszik. Sljeme a Medvednica legmagasabb, 1033 méter magas csúcsa, nevét gyakran használják a hegység megnevezésére is. Területének legnagyobb részét a Medvednica parkerdő teszi ki, mely egy kisebb nemzeti park 228,26 km² területtel. Területének 63%-át erdő borítja. Nevét „Medve-hegységnek” lehetne fordítani. A hegység délnyugati szélén állnak Medvevár középkori várának maradványai.

## Története
A Medvednica területén egykor számos ember lakott. A medvevári, a szomszédvári uradalomhoz, valamint  a mai Zágráb magját képező két középkori városhoz a Gradechez és a Kaptolhoz tartozott. Később a gornja bisztrai, a goluboveci és a gornja stubicai uradalmaknak is volt birtokuk itt. A Medvednica név a történelem során először 1142-ben bukkan fel a Gradec részére írt királyi adománylevélben. Sljeme neve a 18. század végén jelenik meg egy térképi ábrázoláson, mert a köznyelv ekkor már a hegyet így nevezte. Itt emelték 1870-ben a horvát turisztika történetének első objektumát egy fából épített piramist. Az első turistaház a hegy alatt épült 1878-ban. Később a turistaházak és szállók száma jelentősen megnőtt és egyre inkább üdülőtelepülés jelleget öltött.
A településnek 1953-ban 56, 1981-ben 15 lakosa volt. 2001-ben mindössze egy személy lakott itt hivatalosan.

## Nevezetességei
A sjlemei Istenanya kápolnája 1932-ben a Horvát Királyság megalapításának ezredik évfordulójára épült. Tervezője Juraj Denzler volt. Mennyezete szlavóniai tölgy, 49 mezőre oszlik, melyekben a horvát városok és tartományok 39 címere látható. A kápolna belső díszítését neves horvát szobrászművészek és festők Vanja Radauš, Josip Turkalj, Radoje Hudolin és Mirko Stupica készítették.

## Külső hivatkozások
- Sljeme hivatalos oldala
- Stubičke Toplice község honlapja
- Stubičke Toplice turisztikai honlapja